# Trevor Francis
Trevor John Francis (Plymouth, Inglaterra; 19 de abril de 1954-Benahavís, España; 24 de julio de 2023) fue un futbolista británico que jugó como delantero en varios equipos de Inglaterra, Estados Unidos, Italia y Australia. 
En 1979, fue el primer futbolista británico por el que se pagó un millón de libras esterlinas por su transferencia del Birmingham City al Nottingham Forest. Fue el autor del gol que le concedió la victoria al Forest contra el Malmö FF en la Final de la Copa de Campeones de Europa en 1979. Final que volvió a ganar al año siguiente, en 1980. 
A nivel internacional, jugó para Inglaterra 52 veces entre 1976 y 1986, anotando 12 goles y en la Copa Mundial de la FIFA de 1982 celebrada en España. Entre 1988 y 2003, desempeñó su carrera como entrenador, siendo más notable su labor con el Sheffield Wednesday y el Birmingham City. Su último equipo fue el Crystal Palace, el cual abandonó en 2003.

## Inicios y educación
Trevor John Francis nació en Plymouth, Devon y educado en la Escuela Secundaria Pública de Plymouth para niños. Era un delantero ágil y habilidoso uniéndose al Birmingham City siendo un colegial.

## Carrera
Ascendió rápidamente, debutando en su primer equipo, el Birmingham City F. C. en 1970 a los 16 años. Antes de cumplir los 17 años, ya demostraba talento al haber anotado 4 goles en un partido contra el Bolton Wanderers F. C. Finalizó su primera temporada con 15 goles en 22 partidos.
El 30 de octubre de 1976, anotó uno de los goles más famosos goles del Birmingham City, realizó un disparo de 23 metros (25 yardas) que ni el portero ni los defensas del Queens Park Rangers F. C. pudieron detener.
En 1970 se convirtió en el jugador más joven en jugar un partido oficial con el Birmingham City F. C., récord que mantuvo durante 49 años hasta que fue superado por Jude Bellingham. Ganó la Copa de Europa dos veces con el Nottingham Forest F. C. y fue 52 veces internacional con Inglaterra, participando en el Mundial de 1982. También ha sido entrenador de fútbol.

### Birmingham City
En la década de 1970, el Birmingham City F. C. llegó a la semifinal nacional ocasional, pero no logró tener un gran impacto en el campeonato de Primera División, por lo que la habilidad y los logros de él se hicieron más notables como resultado. 
El 30 de octubre de 1976, marcó uno de los goles más famosos de Birmingham, cuando se alejó de la línea de banda y cortó dentro de dos defensores de los Queens Park Rangers, constantemente obligados a retroceder, antes de desencadenar repentinamente un tiro de 25 yardas.

### Detroit Express
Francis negoció una adscripción de Birmingham en 1978 para jugar para el Detroit Express en la North American Soccer League (NASL), donde anotó 22 goles en 19 partidos de liga y fue incluido en el primer XI de la NASL junto con Franz Beckenbauer y Giorgio Chinaglia antes de regresar a casa.

### Nottingham Forest
Nottingham Forest, los actuales campeones de Primera División y campeones de la Copa de la Liga dirigidos por Brian Clough, presentaron una oferta por Francis que ascendió a poco más de £ 1 millón de libras esterlinas. Nunca antes se había vendido un jugador entre clubes ingleses por una tarifa de siete cifras (el récord anterior era menos de la mitad), y el trato se cerró y Francis fue presentado a los medios de comunicación por un entrenador impaciente por jugar squash. Clough vestía su uniforme rojo de gimnasia y portaba una raqueta mientras se dirigía a la conferencia de prensa.
Si bien fue reconocido como el primer jugador británico de un millón de libras, la tarifa de transferencia real para el jugador fue de £ 1,150,000, incluida una comisión del 15% para la Football League. Clough escribió en su autobiografía que la tarifa era de £ 999,999, ya que quería asegurarse de que el hito del millón de libras no se le subiera a la cabeza al jugador, aunque Francis dice que fue un comentario irónico de Clough.
Nottingham Forest retuvo la Copa de la Liga poco después (aunque Francis no era elegible) y avanzó en la Copa de Europa hasta el punto de llegar a las semifinales, aunque Francis no sería elegible para jugar en la competencia hasta la final. Ganaron su semifinal y en mayo de 1979, el Forest se enfrentó al club sueco Malmö en la final de Múnich y una parte importante de la enorme inversión se reembolsó justo antes del medio tiempo. 
El balón fue repartido al extremo de Forest, John Robertson desviado por la izquierda y se enfrentó a dos defensores a la vez para llegar a la línea de fondo y enroscar un centro incómodo hacia el poste lejano. Francis ya había comenzado a correr para ponerse en posición, pero aun así tuvo que acelerar el paso para llegar a la cruz que caía y terminó tirándose bajo hacia la pelota. Conectó con la cabeza y el balón se desvió con fuerza al techo de la red. Forest ganó el partido 1-0 y las imágenes del gol se usaron en los títulos de apertura del Partido del día durante algunos años después. Una imagen gigante de Francis agachándose para cabecear el balón permanece en exhibición en la entrada principal y en el área de recepción del estadio Forest's City Ground. [cita requerida]
Aunque la temporada terminó allí, Francis regresó debidamente a Detroit para jugar otro verano en la NASL, donde una vez más fue incluido en el primer XI junto a Johan Cruyff (Los Angeles Galaxy) y Giorgio Chinaglia (NY), a pesar de jugar solo la mitad de la temporada. En su breve carrera en la NASL, Francis anotó 36 goles en 33 partidos de la temporada regular y dio 18 asistencias, lo que lo colocó un lugar por delante de Pelé en la lista de goleadores de todos los tiempos, a pesar de jugar 23 partidos menos. 
En Nottingham Forest, lo ponía a jugar en la banda derecha, en lugar de su posición preferida como atacante central.[cita requerida] Estuvo en el equipo que perdió la final de la Copa de la Liga de 1980 ante el Wolverhampton Wanderers, pero se perdió la final de la Copa de Europa contra el Hamburgo debido a una lesión en el tendón de Aquiles. De alguna manera, el éxito de su carrera en Forest nunca reflejó del todo su enorme tarifa: anotó solo 14 goles en la liga en la temporada 1979–80 y 6 en los siguientes 18 partidos que disputó con el Forest. Aunque sigue siendo un habitual de Inglaterra, su lesión en el tendón de Aquiles le impidió estar en la convocatoria de la Eurocopa de 1980.

### Manchester City
La lesión mantuvo a Francis fuera del juego durante más de seis meses. Fue vendido al Manchester City F. C. en septiembre de 1981, esta vez por 1,2 millones de libras esterlinas. El trato causó fricciones tras bambalinas en el Manchester City. Durante las negociaciones, el presidente de la ciudad, Peter Swales, informó al gerente John Bond que el club no podía pagar la tarifa de transferencia. Bond luego emitió un ultimátum: si no firmaba, Bond renunciaría. Tuvo un comienzo prometedor en el club, anotando dos goles contra el Stoke City en su debut, pero a lo largo de la temporada se lesionó con frecuencia. En total anotó 12 goles en 26 partidos y formó parte de la selección de Inglaterra para el Mundial de 1982.
De vuelta en su club, los problemas financieros volvieron a ser un problema. El contrato de Francis le dio un salario de £ 100,000 más bonos, que el club ya no podía pagar a un jugador que sufría lesiones regularmente.

### Sampdoria
Más tarde ese verano, el club italiano Sampdoria se acercó a Francis , quien pagó al Manchester City 700.000 libras esterlinas por sus servicios. Ayudó a ganar la Coppa Italia 1984–85 , en el mismo equipo que el mediocampista escocés Graeme Souness . Era la primera vez que la Sampdoria ganaba la competición.

### Atalanta de Bergamo
Francis se incorporó al Atalanta en 1986. Jugó 21 partidos de liga y marcó un gol en su única temporada , pero sumó dos goles en nueve partidos como equipo en la Coppa Italia , donde perdió la final ante el Napoli . Fue el segundo inglés en el club con sede en Bérgamo después de Gerry Hitchens , y en el momento de su muerte, su único otro jugador nacido en Inglaterra era Ademola Lookman.

### Rangers
Francis regresó a Gran Bretaña en septiembre de 1987 para unirse a los Rangers bajo Graeme Souness. Numerosos jugadores ingleses fueron traídos al club escocés por Souness ya que los clubes ingleses habían sido prohibidos de la competencia europea desde el desastre de Heysel. Costó solo £ 75,000 libras esterlinas, muy lejos de su precio inicial.

### Queens Park Rangers
Francis firmó como jugador para el Queens Park Rangers en marzo de 1988 y asumió el cargo de entrenador-jugador en noviembre de 1988 cuando Jim Smith se mudó al Newcastle United . Francis fue reemplazado como entrenador por Don Howe en noviembre de 1989 después de un año a cargo, con el club en peligro de descenso. [cita requerida]

### Sheffield Wednesday
Dejó QPR en febrero de 1990 para jugar en el Sheffield Wednesday ; a pesar de ganarse una buena reputación entre los seguidores, no pudo ayudar al club a evitar el descenso al segundo nivel en la temporada 1990-1991. Sin embargo, esa temporada ayudó al miércoles a ganar la Copa de la Liga, aunque no jugó en la final, y también ganó el ascenso a la máxima categoría.

## Vida personal
En 1974, Francis contrajo matrimonio con Helen, siendo padres de dos hijos. Permanecieron casados durante 43 años hasta el fallecimiento de su esposa en 2017.

## Muerte
Tras varios años retirado de la carrera de entrenador, Francis falleció el 24 de julio de 2023 de un ataque cardíaco, en 2012 ya había sufrido otro ataque, en su casa de la localidad de Benahavís (Málaga), España. Tenía 69 años.

## Clubes

### Como jugador
| Club                        | País           | Año       | Partidos | Goles | Promedio |
| --------------------------- | -------------- | --------- | -------- | ----- | -------- |
| Birmingham City F. C.       | Inglaterra     | 1970-1979 | 228      | 92    | 0.3      |
| Detroit Express (cedido)    | Estados Unidos | 1978      | 22       | 25    | 0.3      |
| Nottingham Forest F. C.     | Inglaterra     | 1979-1981 | 85       | 33    | 0.3      |
| Manchester City F. C.       | Inglaterra     | 1981-1982 | 29       | 14    | 0.3      |
| UC Sampdoria                | Italia         | 1982-1986 | 104      | 30    | 0.3      |
| Atalanta B. C.              | Italia         | 1986-1987 | 30       | 3     | 0.3      |
| Rangers F. C.               | Escocia        | 1987-1988 | 25       | 0     | 0.3      |
| Queens Park Rangers F. C.   | Inglaterra     | 1988-1990 | 35       | 13    | 0.3      |
| Wollongong City FC (cedido) | Australia      | 1989      | 8        | 2     | 0.3      |
| Sheffield Wednesday F. C.   | Inglaterra     | 1990-1994 | 43       | 1     | 0.3      |
| Total                       | Total          | 1970-1994 | 609      | 213   | 0.35     |

### Como entrenador
| Club                      | País       | Año       |
| ------------------------- | ---------- | --------- |
| Queens Park Rangers F. C. | Inglaterra | 1988-1990 |
| Sheffield Wednesday F. C. | Inglaterra | 1991-1995 |
| Birmingham City F. C.     | Inglaterra | 1996-2001 |
| Crystal Palace F. C.      | Inglaterra | 2001-2003 |

## Palmarés

### Títulos nacionales
| Título                        | Club                      | País       | Año       |
| ----------------------------- | ------------------------- | ---------- | --------- |
| Copa Italia                   | U. C. Sampdoria           | Italia     | 1984-1985 |
| Copa de la Liga de Escocia    | Rangers F. C.             | Escocia    | 1987-1988 |
| Copa de la Liga de Inglaterra | Sheffield Wednesday F. C. | Inglaterra | 1990-1991 |

### Títulos internacionales
| Título                      | Club                    | Sede      | Año     |
| --------------------------- | ----------------------- | --------- | ------- |
| Copa de Campeones de Europa | Nottingham Forest F. C. | Múnich    | 1978-79 |
| Supercopa de Europa         | Nottingham Forest F. C. | Barcelona | 1979    |
| Copa de Campeones de Europa | Nottingham Forest F. C. | Madrid    | 1979-80 |